# Thijs Postma
Thijs Postma (Sint Annaparochie, 22 september 1933) is een Nederlandse schilder, illustrator, grafisch ontwerper, publicist en auteur van luchtvaartboeken en luchtvaarttijdschriften. Hij groeide op in Amsterdam en verhuisde later naar Hoofddorp. Zijn geboortejaar 1933 was ook het jaar dat er een nieuw tijdperk in de commerciële luchtvaart aanbrak met de eerste vlucht van de Douglas DC-1. Postma was tijdens zijn militaire diensttijd vliegtuigherkennings-instructeur.  
Postma is na zijn diensttijd begonnen als reclametekenaar en was daarna enige tijd foto-lithograaf op een drukkerij. In november 1957 vestigde Postma zich als zelfstandig reclameontwerper. Hij werkte als freelancer voor reclamebureaus, Philips, diverse autofabrikanten, Kreidler en andere bedrijven. Thijs Postma gaf jarenlang de vakbeurzen van de Koninklijke Jaarbeurs een eigen gezicht. 

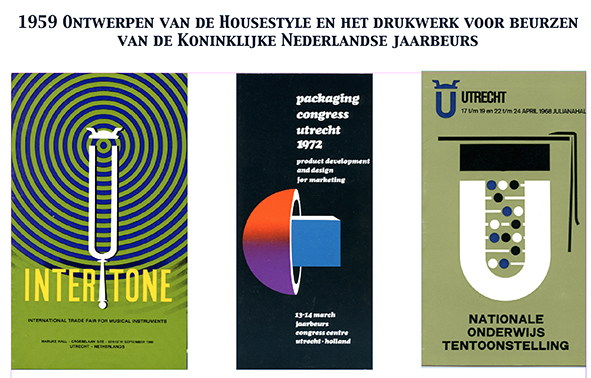
Jaarbeurs illustraties van Thijs Postma in 1959

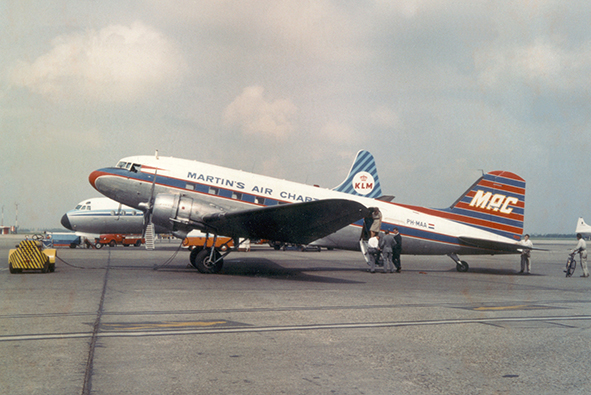
DC-3 van Martin's Air Charter in 1960

Voor Martin’s Air Charter (naderhand Martinair) ontwierp Thijs Postma in 1960 de huisstijl en de beschildering van hun vliegtuigen.
In 1960 verscheen in het blad ‘Cockpit’ de eerste publiciteit over hem als tekenaar. In 1962 maakte Thijs Postma de eerste van vele illustraties voor de jeugdbladen 'PEP', 'SJORS' en 'EPPO'.

Na een publicatie in 'Het Vrije Volk.' in 1964 volgden nog veel publicaties in landelijke dagbladen. Aanleiding was zijn luchtvaartarchief, dat uiteindelijk het grootste toegankelijke luchtvaartarchief van Nederland zou worden.
Grote bekendheid kreeg Thijs Postma in de Jaren Zeventig met zijn gouaches (schilderijen met waterverf) voor het populair wetenschappelijk maandblad ‘KIJK’.
In 1966 werd John Block directeur van de nieuwe luchtvaartmaatschappij Transavia. Hij gaf Thijs Postma opdracht voor het ontwerpen van de beschildering van zijn luchtvloot en voor het ontwerpen van zijn huisstijl. 
Luchtvaartmaatschappij KLM liet in 1972 door Postma tien gouaches van historische KLM-vliegtuigen schilderen. Als posters, ansichtkaarten en legpuzzels werden ze over de hele wereld verkocht.
In 1973 exposeerde Postma met zijn gouaches in restaurant ‘De Zonneruiter’ op Luchthaven Schiphol. Veel exposities in Nederland, België, Frankrijk en de USA zouden daarop volgen.
In 1974 schreef en illustreerde Postma zijn eerste boek ‘Vermetele Vliegende Hollanders’. Bij de aanbieding van het eerste exemplaar was de top van de hele Nederlandse luchtvaart aanwezig.
In 1978 kreeg Postma de opdracht om voor vliegtuigbouwer Fokker een 60-jarig jubileumboek te schrijven en te illustreren, Fokker, Bouwer aan de wereldluchtvaart. Deze werd in twee talen uitgegeven: 20.000 exemplaren in het Nederlands en 20.000 in Engels, daarmee werd wereldwijd enorme publiciteit gegenereerd. Postma was bij Fokker kind aan huis voor artwork en voor research in hun archief.
In de Jaren Tachtig schilderde Postma zo’n 50 gouaches voor de modelbouwdozen-fabrikanten Revell, Matchbox en Monogram.
In 1983 schilderde Thijs voor een jubileum van Martinair gouaches van alle vliegtuigtypen waar het mee had gevlogen. Tijdens het feest werden ze tentoongesteld en een van de gouaches werd aangeboden aan Prins Bernhard.
In 1988 verscheen het boek, ‘De Aviation Gouaches’ van Thijs Postma.
Vanaf 1993 tot en met 2000 was Postma hoofdredacteur van de door hem opgerichte maandbladen ‘Luchtvaart’ en ‘Luchtvaartwereld’ alsmede ‘Gateway’, een vakblad voor piloten. 
Na 2000 maakte Postma nog een aantal boeken en hield hij tentoonstellingen, zoals een jubileum tentoonstelling in 2019 met KLM gouaches en Fokker tekeningen in het Nederlands Transport Museum.
Sinds 2001 schrijft en illustreert Thijs Postma elke maand een artikel over historische luchtvaart in het maandblad ‘Piloot & Vliegtuig’. Incidenteel schrijft hij voor Duitse luchtvaartbladen.
In 2021 verscheen een lijvig boekwerk over Thijs Postma met 400 pagina's en 580 schilderijen plus een beschrijving van zijn carrière, ‘Luchtvaartkunst / Aviation Art’ bij H&G Uitgeverij.
In juli 2025 ontving Transavia in het kader van het 60-jarig jubileum een nieuwe Airbus A321neo met de door Postma in 1966 ontworpen beschildering.
Intussen schildert Thijs Postma nog steeds gouaches, ook op bestelling voor persoonlijke aandenkens.

## Publicaties, een selectie
- Thijs Postma, John N. Block. Vermetele vliegende Hollanders. Bussum : De Haan, 1975.
- Thijs Postma, Fokker - Bouwer aan de wereldluchtvaart : Unieboek, 1978.
- Thijs Postma en Theo Wesselink. De vliegende Hollanders. Dieren : De Bataafsche Leeuw, 1984
- Gerard Casius, Thijs Postma. 40 jaar luchtvaart in Indië. Alkmaar : De Alk, 1986.
- Thijs Postma. Luchtvaartkunst : werk en leven van Thijs Postma. Amsterdam : H&G Uitgeverij. 2021

- Gemeinsame Normdatei: 1232738131
- International Standard Name Identifier: 0000 0000 2199 0550
- Library of Congress Control Number: n79089335
- Nederlandse Thesaurus van Auteursnamen: 069066205
- RKD-Nederlands Instituut voor Kunstgeschiedenis: 104960
- Système universitaire de documentation: 194476960
- Virtual International Authority File: 247101162
- WorldCat: E39PCjC98q9DkVFGX9V9496ywK